# Fénitrothion
Le fénitrothion ou EID est un insecticide organophosphoré, notamment utilisé sur le pourtour de la Méditerranée ou dans les Antilles (contre les vecteurs du chikungunya), et de manière générale contre les moustiques adultes (c'est un pesticide dit adulticide ou imagocide, c'est-à-dire tuant les moustiques adultes, par exemple en complément du téméphos utilisé contre les larves). 
Il est utilisé pour la lutte anti-vectorielle dans les zones à risque épidémique lié aux moustiques ou en traitement de confort, dont en France en métropole.
C'était un insecticide considéré comme très puissant, notamment utilisé avec des pyréthrinoïdes, mais « de nombreux cas de résistance, fréquents pour leur famille chimique respective, pyréthrinoïdes de synthèse et organophosphorés, ont été mis en évidence ». Il tend à être remplacé par la deltaméthrine (qui nécessite 1 à 2 g/ha contre 200 g/ha pour le fénitrothion). De plus, le fénitrothion est moins spécifique de la faune cible (moustiques) que la deltaméthrine.
Pour freiner l'épidémie de chikungunya de l'île de la Réunion de 2000 à 2006, il a été utilisé à très grande échelle (264 kg de matière active importés à La Réunion rien qu'en 2003 selon le SRPV), en mobilisant (à la Réunion toujours) en 2066 d'importants moyens militaires (40 brigades d’intervention actives du 23 janvier au 15 février 2006)  lors de l'épidémie de chikungunya de janvier 2006 ; sur toute l’île de la Réunion, « avec trois passages en adulticide (dont 2 frappes de zone par pulvérisation spatiale à 4 jours d’intervalle, complétées par une pulvérisation de proximité au porte à porte) ».

En 2006, l'Anses a recommandé de « prohiber le recours à l'utilisation simultanée de la deltaméthrine et du fénitrothion », « prohiber les traitements à proximité des compartiments aquatiques » et mettre en œuvre un « suivi médical des applicateurs » et une « documentation de leur activité réelle ». l'usage du fénitrothion a finalement été suspendu à partir de février 2006 au profit de la deltaméthrine ou de K-Othrine.
Il a notamment été utilisé par l'Entente interdépartementale pour la démoustication du littoral méditerranéen.

## Dosages
Il nécessite des doses environ 100 fois plus importante que la deltaméthrine (autre insecticide adulticide, de la famille des pyréthrinoïdes, moins rémanent), ensuite recommandé par les experts, avec du Bti (Bacillus thuringensis var. israelensis) contre les larves.

C'est un produit écotoxique à utiliser avec précaution, comme tous les insecticides.

## Mode d'action
C'est un insecticide non systémique neurotoxique pour les invertébrés à sang froid. le Fénitrothion agit par contact en ciblant le site estérasique de l’acétylcholinestérase à la place du substrat naturel, l’acétylcholine

## Toxicologie
Selon l'Anses (2006), « Aucun effet par inhalation n’a été décrit. Il est non irritant mais sensibilisant. Aucun effet génotoxique, cancérogène ou effet sur la reproduction (fertilité et développement) n’a été montré ».

« Les niveaux d’exposition déterminés lors de ces travaux conduisent à des risques associés à l’utilisation du fénitrothion préoccupants pour les applicateurs et pour la population générale à proximité des zones de traitement. ».

## Écotoxicologie
C'est un produit réputé peu persistant dans le sol et l'eau et très volatil (40 % de son volume par temps chaud et ensoleillé), mais le Fénitrothion est hautement écotoxique pour de nombreux animaux à sang froid (dont abeilles) ; Il est mortel par contact au μg/litre pour les invertébrés aquatiques, et à partir d'une centaine de μg/L pour les poissons adultes. 
Ainsi en août 1991, à la suite d'une démoustication faite avec ce produit chimique, un pisciculteur a perdu environ 4 tonnes de poissons (Paeneus japonicus) dans une ferme aquacole proche du lieu démoustiqué. Il interagit avec les bactéries du sol.

La « toxicité aiguë et chronique du fénitrothion pour les oiseaux est relativement élevée » de même que pour les vers de terre, mais elle est réputée faible à élevée pour les mammifères.

pour l'Anses, il a un « potentiel de bioaccumulation élevé avec un risque de bioaccumulation dans les chaînes trophiques ». 

La disparition de grandes quantités d'insectes et invertébrés peut aussi affecter les populations des espèces qui s'en nourrissent.

## Rémanence
Selon l'Anses (2006), le fénitrothion est « peu soluble dans l’eau » ; Il « se dégrade très rapidement dans le sol, plus vite que la deltaméthrine, tandis que dans l’eau la dégradation de la deltaméthrine est très rapide (celle du fénitrothion modérée) et plus lente dans les systèmes eau/sédiments ».